# Pagria signata
Pagria signata är en skalbaggsart som först beskrevs av Victor Ivanovitsch Motschulsky 1858.  Pagria signata ingår i släktet Pagria och familjen bladbaggar. Inga underarter finns listade i Catalogue of Life.